# 波兰历史
波兰位于东欧平原，經歷的歷史跨越千年，可上溯至由早期部落開始，到10世紀的基督教化、建立公國及王國；在經歷波蘭黃金時代和波蘭化後，令其成為當時歐洲最強大的國家，國民享有高度的寬容與法律保護；之後在18世紀末期經歷長達一世紀的外國瓜分及崩潰，兩次世界大戰的摧殘與佔領，又於冷戰時處於共產主義政權統治，再到東歐劇變後自由化，以及21世紀前後民主體制的重建。
根據考古發掘資料，波蘭最晚在舊石器時代中期已經有人類棲息。在上溯到波蘭古代時，在波蘭領土裡有諸多部落定居，是包括凱爾特人、斯基泰人、日耳曼人、薩爾馬提亞人、斯拉夫人和波羅的人。而與種族意義的波蘭人最接近的先祖，即西斯拉夫萊基特人，是在中世紀前期時於波蘭土地上建立了永居點。萊基特的西波里安人，一個其名意為「開闊地的定居者」的部落，在支配該地域後，賦予了位處北德平原此地其自己名稱，即波蘭。
第一個統治王朝皮雅斯特，於10世紀時浮現於世。公爵梅什科一世被認為是事實上波蘭政體的締造者， 並基於他966年接受西方基督教而廣受認可。梅什科的管治體系到1025年時經其子波列斯瓦夫一世正式重建形成一個中世紀王國， 而以其治下的軍事擴張受人所知。最為成功的最後一位皮亞斯特君主卡齊米日三世, 在其於1370年無男性繼承人之下而離世前，是主宰了王國一段經濟騰飛及領土擴張的時代。14到16世紀的雅盖隆王朝時代，是為王國帶來與立陶宛的緊密關係，還有波蘭的文藝復興以及持續的領土擴張，波蘭化也止步於1569年波兰-立陶宛联合的體系建立，其是成為歐洲最大的國度之一；憑藉哥薩克人等在邊境的駐防，聯合體也成為了抵禦金帳汗國入侵的歐洲之盾，並收容了許多在沙皇時期被受迫害的不同意見者。
16世紀是波蘭的黃金時代，波蘭身兼歐洲大國和世界貿易大國的雙重身份、文化也得到長足的發展。但从17世纪中期开始，因為俄羅斯和普魯士的崛起使波蘭走向衰弱、大國地位明顯被削去。18世纪时，古老的貴族民主制雖然十分自由尊重個體，但面對新興的專制君主制國家統合力量下，國力已經無以為繼，波兰最终被邻国蚕食和瓜分而亡国，在歐洲地圖上消失123年，人民也被鄰近的俄、德、奧等3個帝制鄰國作為二等公民統治。第一次世界大战結束后，波兰才得以复国，即波蘭第二共和國；但第二次世界大戰爆發後，在苏联和納粹德国两个强大邻国夹缝中生存的波兰很快再次亡国。戰后，波兰的共产党建立人民共和国、开始共产主义建设，成為親蘇聯的東方集團成員國，與民主派的波蘭流亡政府並立。
1980年代晚期，波蘭改革運動的團結工會，在由計劃經濟與共產主義國家過渡到資本主義市場體制及自由主义議會制的和平轉變之中，成為了關鍵擔當的角色。這個進程是引領到現代波蘭民主政體的建立，即1989年建立的波蘭第三共和國。在1999年和2004年，波蘭分别加入北约和欧盟，現在被視為是經濟改革與去獨裁化最成功的國家之一。

## 早期历史

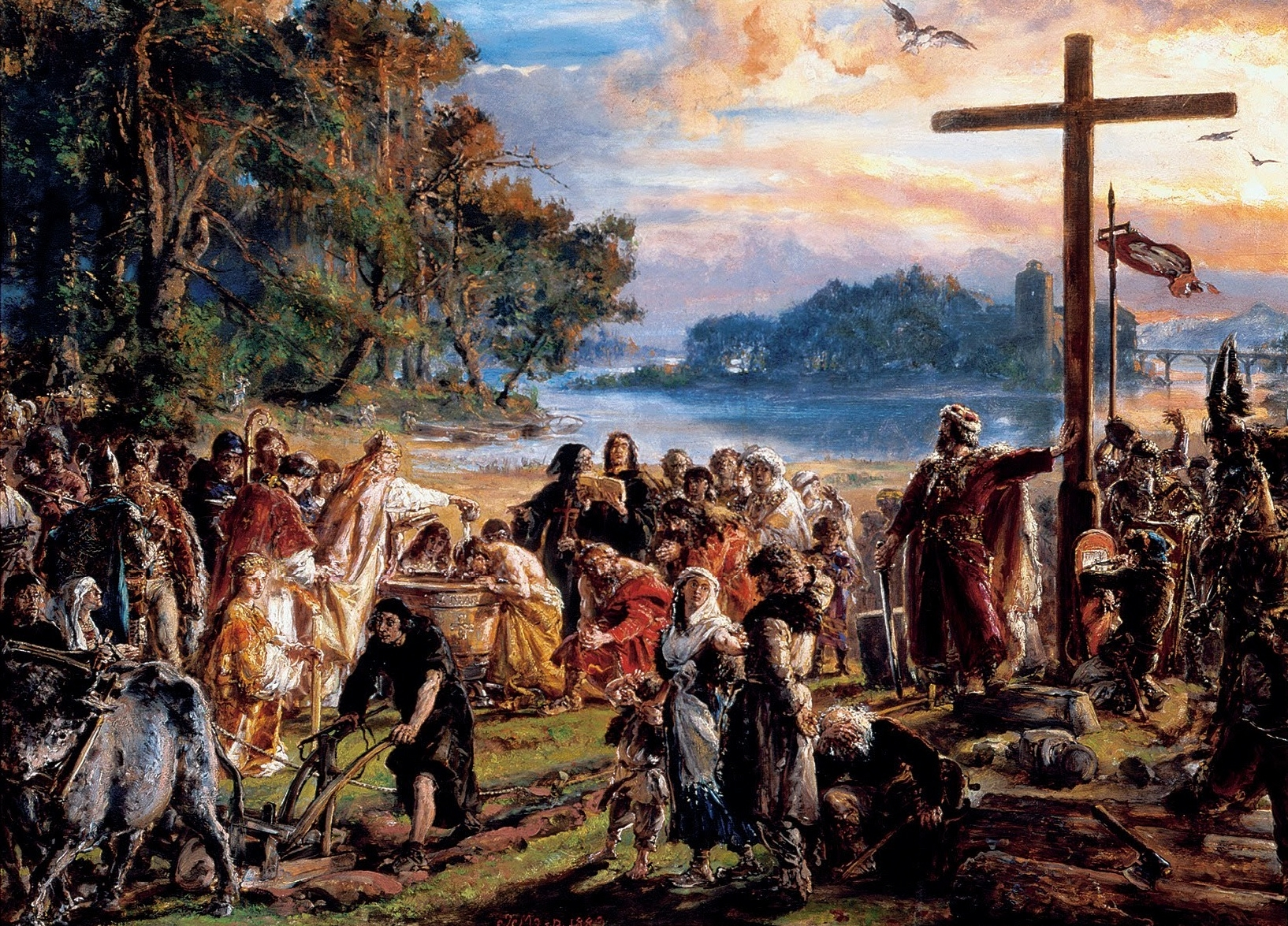
基督教在波蘭的傳播

在至少50万年的史前时代，现今波兰地区已有智人在此地间歇性地居住。根據考古發掘，波蘭在舊石器時代晚期已有人類聚居活動。
早在6～10世纪中叶，西斯拉夫的原始公社就开始逐步解体，封建土地所有制隨之产生。

## 中世纪

### 皮亞斯特王朝（966-1385年）
10世纪中叶，以格涅兹诺为中心的波兰部落逐渐统一其它部落。
皮亚斯特王朝的大公梅什科一世（960-992年）建立早期封建国家。965年梅什科一世迎娶了波希米亞公爵波列斯拉夫一世女兒杜布拉娃，然後於966年在拉丁禮教會主持下接受洗礼皈依基督教，並將其定位作國教，開啟波蘭的基督教化。
1025年，博莱斯瓦夫一世（992-1025）加冕为波兰国王，波兰成为一个强大而统一的国家。

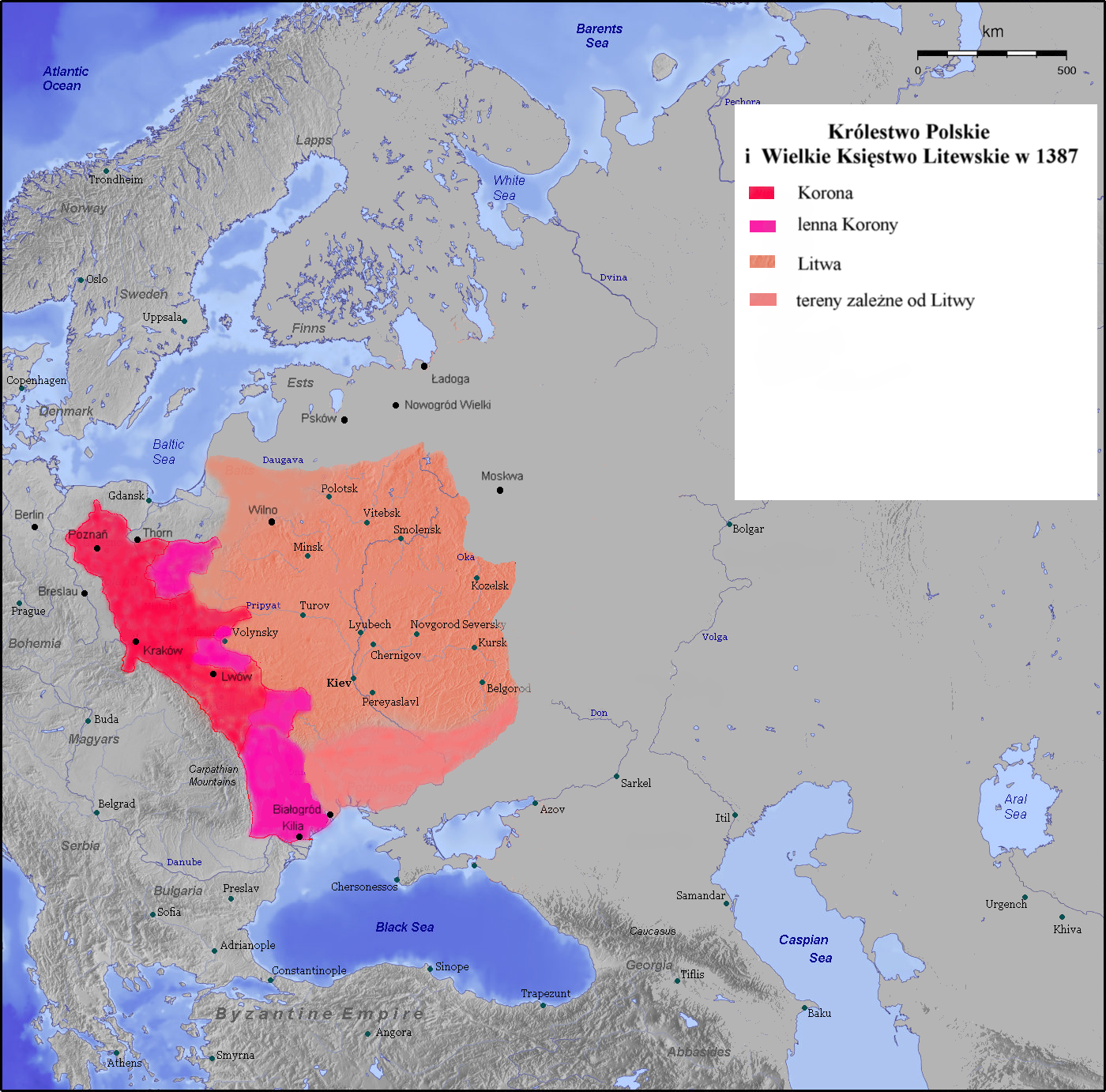
波兰王国和立陶宛公国的王朝联合地图

12世纪中叶，在博莱斯瓦夫三世（1102-1138年）死后，由于王公、贵族和教会封建大土地所有制的发展和城市的兴起，全国分裂为几个公国，波兰进入封建割据时期，达200年之久。

### 蒙古入侵與重振領土
1241年4月9日，在萊格尼察的一座小村莊，由蒙古帝國大將拔都統率，速不台指揮的2個圖們蒙古軍隊（8,000 - 20,000人）與西里西亞公爵亨利二世率領下的波蘭軍隊（25,000人）交戰，為列格尼卡戰役，這支聯軍的士兵分別來自波蘭、以及少量條頓騎士團、摩拉維亞。蒙古人取得勝利，令歐洲各國震驚，但是由於窝阔台汗去世，他們不得不折返回去選出新任大汗。經受過第一波蒙古入侵的波蘭雖未有被佔據，但在此後繼續遭遇了系列侵擾，原有主要城鎮飽受蹂躪淪為廢墟，工商業毀於一旦與本不強盛的中產階層銷聲匿跡，令國度內社會經濟結構顯現出斷層。波蘭皮雅斯特諸地君侯們為恢復領土經濟和稅源增長動力，在十二到十三世紀時期是推崇寬鬆（居留）政策，對外頒佈各項獎勵和優惠條件，吸引和招徠受馬德堡法保護的德意志商人及手工藝人，很快令波蘭各城鎮擠滿了聞訊而來的德意志人以及其開辦事業所聘用的工人們——其中條頓人就此在波蘭經濟生活中開始有了顯著影響力，其印跡流傳至當代仍然可見。
當時猶太人亦跟隨德裔移民的步伐，受波蘭新生事業發展潛力吸引而源源不斷地進入波蘭屬地。見於猶太人對重振波蘭經濟生活的重要作用，大波兰公爵虔誠者波列斯瓦夫於1264年頒佈了卡利什法，為猶太人提供特別保護，令猶太移民進一步飛速增長:496。
卡齊米日三世（1333–1370）繼任時將各自分離的諸公國重建為波蘭王國，亦繼承認可了波列斯瓦夫所頒法例，作為王國容留猶太人的司法基礎，其餘繼任君主們都順延該法。

### 雅盖隆王朝（1385-1572年）
瓦迪斯瓦夫一世（1314-1333年）统一大波兰、小波兰、库亚维，于1320年在克拉科夫加冕为波兰国王。卡吉米日三世（1333-1370年）统一马佐夫舍，但是西波莫瑞和东波莫瑞还分别为勃兰登堡和条顿骑士团占领，西里西亚则被波希米亚占领。
为抵抗条顿骑士团的侵略，波兰王国和立陶宛大公国于1385年在克雷沃签订联盟条约，波兰王国和立陶宛大公国以联姻的方式实行王朝联合，立陶宛大公瓦迪斯瓦夫二世·亚盖洛为波兰国王。在波兰的影响下，大部分立陶宛人皈依罗马天主教。
1410年，波兰－立陶宛领导的由波兰人、立陶宛人、俄罗斯人、乌克兰人、白俄罗斯人、捷克-摩拉维亚人、瓦拉几亚人、鞑靼人、马扎尔人等组成的联军在格伦瓦尔德战役中，给予条顿骑士团毁灭性的打击，並全歼由德意志人、法兰西人、瑞士人等组成的骑士团2.7万人，阻止条顿骑士团的东侵。该战役巩固波兰-立陶宛大国的地位，战役的胜利也是斯拉夫民族和波罗的海民族团结战斗的象征。
1466年，从德意志人手中收复富庶的东波莫瑞，以格但斯克为中心的东波莫瑞的收复，刺激粮食的出口，贵族庄园纷纷建立劳役制庄园，从事商品粮食的生产，城镇开始出现手工工场。亚盖洛王朝的波兰政治清明，国力强盛，从此开始被波兰史学家稱为“黄金时代”的极盛时期。

### 第一共和国时期（1569-1795年）

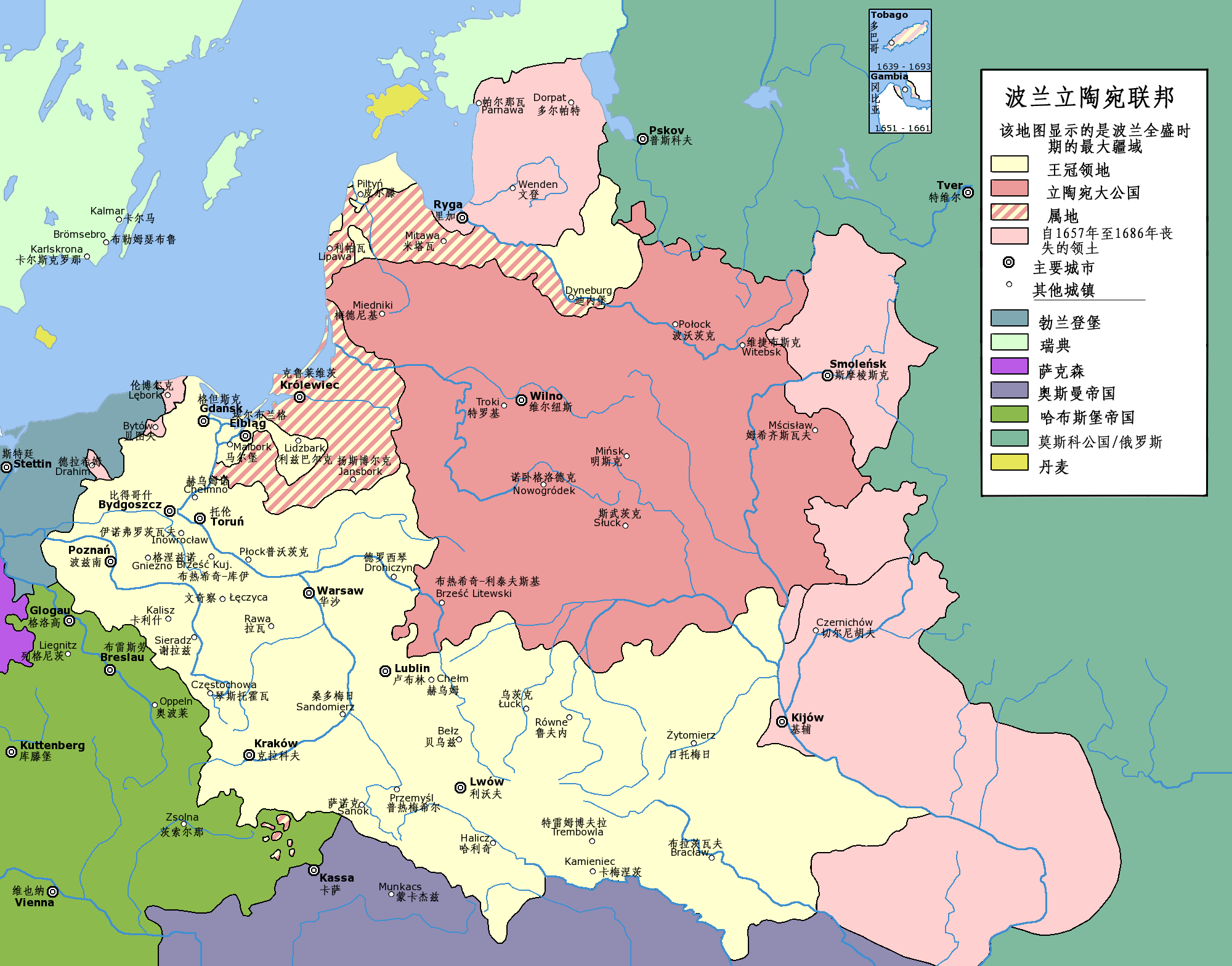
十六至十七世紀波蘭-立陶宛王国的疆域，波兰为当时欧洲最强大的国家之一

波兰-立陶宛组成的王国联合一直都未形成一个统一的中央集权国家，而是一个形式上的国家联盟。1505年，议会通过宪法，规定未经议会同意，国王无权颁布法律。从而削弱王权，招致外来势力干预，此时，位于东方的莫斯科公国开始强大起来，其治下的鞑靼骑兵严重威胁到波兰-立陶宛王国联合的生存。面对莫斯科咄咄逼人的扩张势头，为加强王权，1569年，波兰和立陶宛大公国议会在卢布林通过成立统一的波兰共和国的决议，即卢布林联盟，史称波兰立陶宛联邦（波兰第一共和国），首都从克拉科夫迁到华沙。统一的波兰幅员辽阔，在1618年的疆域极盛时面积达100万平方公里，疆域比现在的波兰大得多：領土內除了波蘭人和立陶宛人，還有捷克—摩拉维亚人、瓦拉几压人、马扎儿人、鞑靼人、乌克兰人、白罗斯人、俄罗斯人、捷克人等诸多族羣。

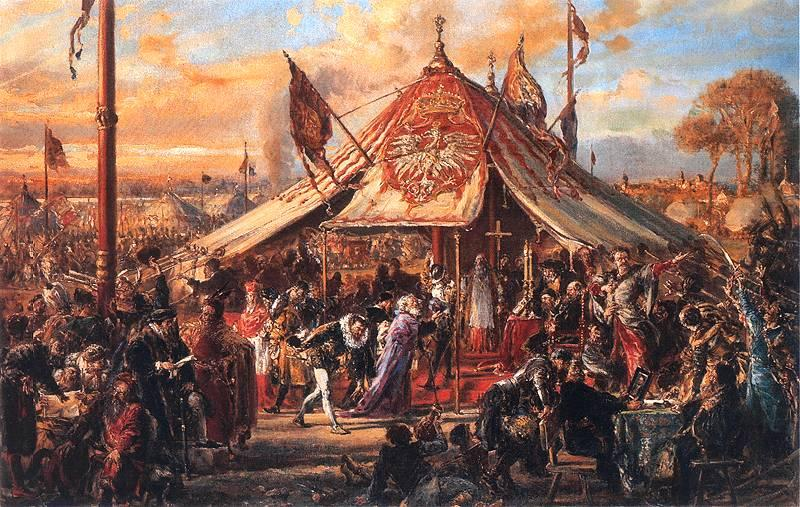
貴族民主的體現：1573年貴族選舉

1569年盧布林聯合後，波蘭王國正式繼承原屬立陶宛大公國的羅斯諸土及當地的哥薩克人，聯盟的形成初始在烏克蘭非常少數的上層階級中僅僅激起爭論，但聯盟後大多哥薩克人直接突然接觸到聯合所帶來的波蘭天主教特性，似乎完全令他們感到震驚。此前立陶宛主要依賴這些哥薩克抵御侵擾南部邊疆的韃靼人，之後波蘭發現哥薩克組成的步兵隊彌補了波蘭投入自己的騎兵隊前所需的攻擊效率，這樣也就避免了王國常備步兵花費更多費用：在1601—1602年與瑞典的戰爭、1611—1612年與莫斯科公國的戰爭以及1621年與奧斯曼帝國的戰爭，波蘭都依賴哥薩克人取得戰果。波蘭立陶宛聯邦最輝煌的時候，可以說是波蘭立陶宛的騎兵與烏克蘭哥薩克人並肩作戰的時刻。當局也為戰功累累的哥薩克人予以登記，令其擁有貴族地位和個人自由，但由於全國議會當中並未有賦予哥薩克人代表席位，相關的登記限額非常吝嗇，同時也是為了維護其他貴族的利益。到1632年後的政策將哥薩克人的規模限於很小支的邊疆護衛隊，再到了1643年後王國還忽視向被登記的哥薩克人支付報酬，招致更多哥薩克人的怨恨。
17世纪后半期波蘭由於階層間矛盾惡化，而開始顯露政治危機，1648年哥萨克的赫梅利尼茨基在乌克兰起義尋求更多自主。管治層内部也由於利益分歧的擴大而進一步分化，1652年大贵族迫使议会通过自由否决权，1654年莫斯科公國對波立聯盟宣战，哥萨克因不滿波蘭主治轉與莫斯科結盟，後莫斯科便在1657年兼併了第聂伯河以东的乌克兰，形成俄羅斯帝國的早期版圖。北方战争初期、波兰被迫追随俄罗斯参战，之后波兰再次丢失部分领土。
1658—1659年哥薩克酋長伊凡·维霍夫斯基倡議和波蘭立陶宛制訂哈迪奇條約，以換取烏克蘭可以享受與立陶宛一樣的權力地位：擁有自己的行政機搆、軍隊和司法制度。但大多皈依東正教的哥薩克人要求協定排除東儀天主教會，而天主教會回應這種要求超出了世俗權威的管轄。結果维霍夫斯基被無法說服的哥薩克人驅離酋長位置，波蘭立陶宛議會本願意接受協定草案，波蘭上層貴族當發現哥薩克人並不受酋長控制、甚至哥薩克人也無法控制烏克蘭後，就失去了簽約的動力。哈迪奇條約的失敗被認為是標誌了盧布林聯合所開創的輝煌、繁榮和包容時代徹底結束，也是王國黃金時代的終結
。
1733年～1735年俄、奥与法、西、撒丁为争夺波兰的控制權而發動戰爭，严重破坏波兰主权和国家经济。波兰的黄金时期因1630年代後的一系列战争而結束，原本強大而獨立的軍事力量，也在18世紀上半的戰亂中沒落。

## 近代

### 三次瓜分
18世纪后半期，波兰生产关系中出现资本主义的萌芽，在启蒙运动影响下，中小贵族和新兴资产阶级发起爱国革新运动，但受到俄羅斯帝國女皇凱薩琳二世的武装干涉。
1772年5月，俄罗斯帝国、普鲁士王國、奧地利哈布斯堡王朝三国在彼得堡会谈，于8月5日签署第一次瓜分波兰的条约。据此，波兰丧失了35%的领土和33%的人口，割地予俄普奥，波兰成为這三國的保护国。
人民在法国革命的影响下，把革新运动推向高潮。1791年5月3日，四年议会通过《五三宪法》，取消自由否决权，也是欧洲最早的成文宪法。凱薩琳二世再次对波兰进行武装干涉。
1793年1月23日，俄、普在彼得堡签订第二次瓜分波兰的协定，经第二次瓜分，波兰成为仅剩领土20万平方公里，人口400万的小国，再次割地予普魯士和俄羅斯，並成为沙俄的傀儡国，波兰国王未经沙皇许可，不得与外国宣战与媾和。
1794年，人民在民族英雄科希丘什科领导下举行起义，后被俄罗斯軍隊镇压下去：在1788～1794年間重建國家起義運動的不少領袖不得不逃亡他鄉，否則就是被囚禁起來。
1795年1月3日，俄、奥签订第三次瓜分波兰的协定，10月24日，普鲁士也在协定上签署。根据该协定，波兰领土被全部瓜分：“俄罗斯吞并立陶宛、库尔兰、西白俄罗斯和沃伦西部，把边界推进到尼曼河—布格河一线，共12万平方公里，人口120万；奥地利占领包括克拉科夫、卢布林在内的全部小波兰和一部分马佐夫舍地区，共4.75万平方公里，人口150万；普鲁士夺得其余的西部地区、华沙、其余部分的马佐夫舍地区，共5.5万平方公里，人口100万。”
至此，存在800多年的波兰灭亡，而波蘭立陶宛聯邦亦解体。在三次瓜分波兰的过程中，俄罗斯占62%，46万多平方公里；普鲁士占20%，14.11万平方公里；奥地利占18%，12.18万平方公里。经历三次瓜分之后，波兰亡国，从欧洲地图上消失长达123年。

### 外国统治（1795-1918）

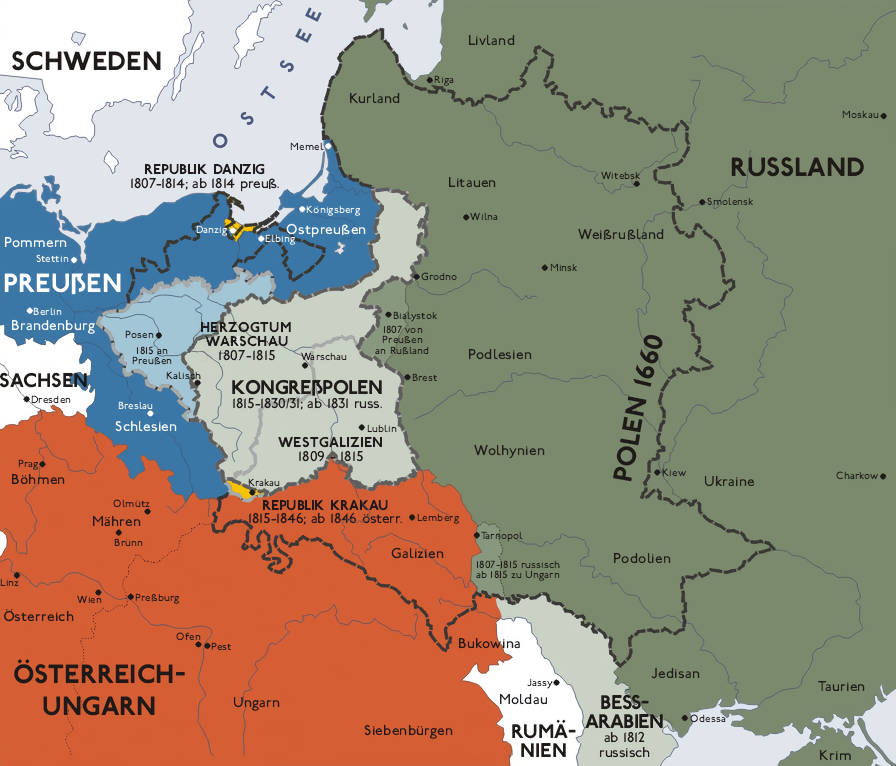
维也纳和约后的波兰地区，图中虚线所画为1660年的波兰疆域范围

1797年1月俄普奧三方達成協議，從官方用法上剔除掉波蘭的稱呼，令許多具教育背景的波蘭子民懷疑其身份認同能否存活下去：1796～1798年間波蘭內嘗試武裝反抗以光復波蘭的所有嘗試，都遭到了殘酷鎮壓。
1809年，耶拿战役中普鲁士被法國打败，拿破仑的法軍攻入普屬波蘭，在波兰中部建立傀儡政權华沙公国。
拿破仑和其法蘭西帝國失败后，欧洲列强签署《维也纳和约》，欧洲恢复拿破仑战争前的格局，短命的华沙公国被割裂，其西部土地成为波兹南公国（Wielkie Księstwo Poznańskie），受普鲁士管辖；在克拉科夫成立中立的克拉科夫自由市（Rzeczpospolita Krakowska，或者 Wolne Miasto Kraków）；在其主要地区成立波兰会议王国，由俄罗斯沙皇兼领国王。
1830年11月29日，一批贵族青年在华沙举行起义，结果失败。1846年克拉科夫起义也遭失败，克拉科夫被并入奥地利。1848年波兰人民又一次掀起革命，迫使普奥当局废除农奴制度。1863年1月的起义遍及波兰王国、立陶宛和白俄罗斯西部。1864年3月2日，沙皇政府不得不颁布解放农奴的法令。
1864年后，波兰王国的资本主义有很大发展，19世纪七八十年代，完成产业革命。从1880年代起，先后成立波兰国家民主党、波兰无产阶级党、波兰社会党和波兰王国社会民主党（后改名为波兰王国和立陶宛社会民主党）。

## 现代

### 第一次世界大战
第一次世界大战期间，国家民主党投靠俄罗斯，社会党右派投靠奥匈帝國、德國，只有社会民主党和社会党左派坚决反对战争。
进行到关键的1915年8月，德軍攻入俄属波蘭，並佔領了立陶宛，推進至拉脱維亞西部及白俄羅斯西部等腹地。11月，德國政府许诺建立“独立的波兰国家”，12月底，德、奥成立“波兰攝政王國”，并开始在波兰征兵，社会党人毕苏斯基被任命为临时国务会议的军政部长。
到1917年，俄罗斯爆发十月革命，新生的苏维埃政权退出战争，在1918年8月29日，苏俄政府颁布法令，宣布废除先前俄罗斯与普、奥签订的关于瓜分波兰的一切条约，承认波兰人民享有独立和统一的权利。

### 第二共和国（1918-1939）

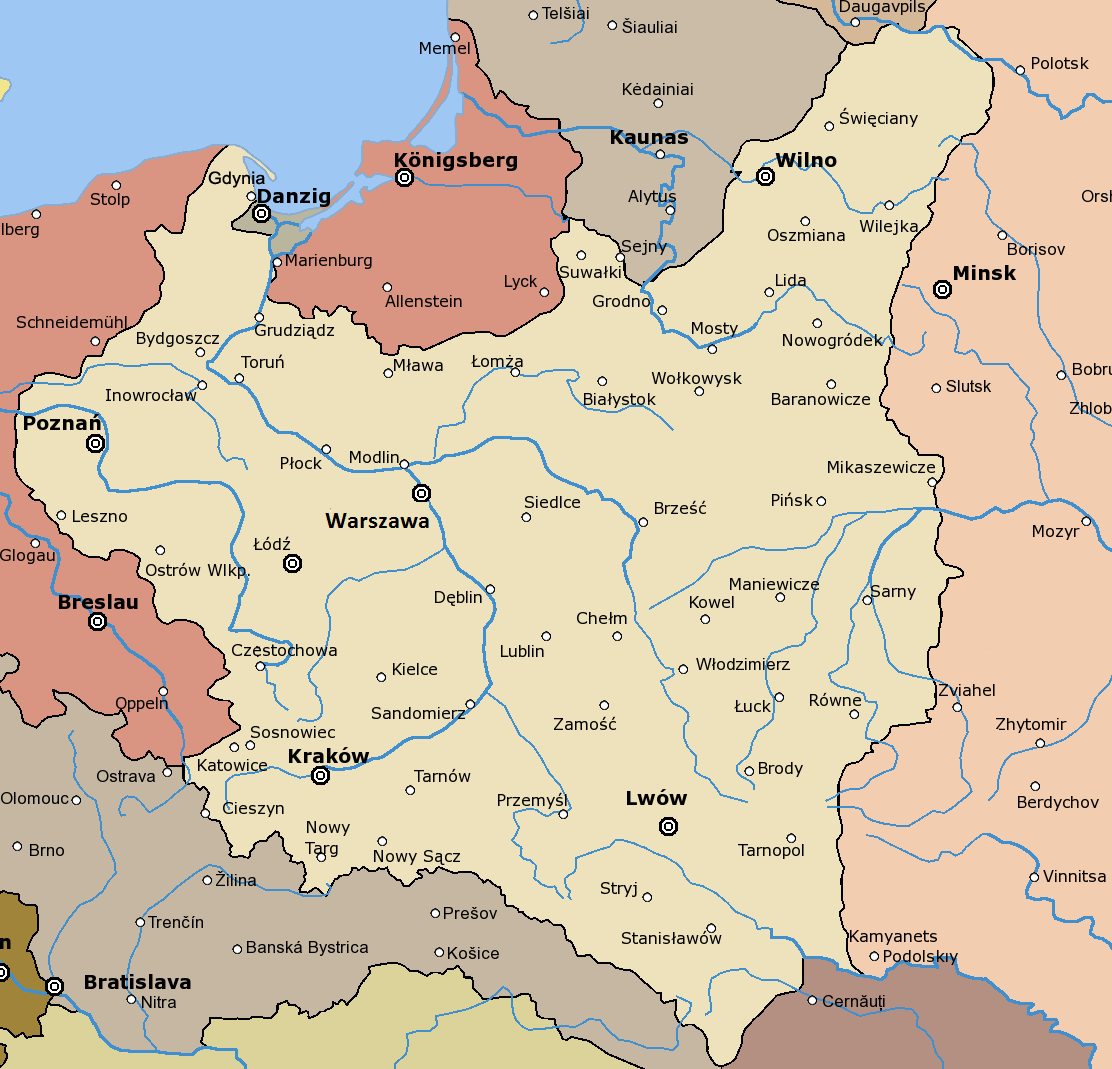
波兰第二共和国的疆域图

1918年10、11月，一战接近尾声，奥匈帝国和德意志帝国趋于崩解，从而为波兰的复国形成有利的国际条件，波兰复国运动也如火如荼地在各地展开。10月23日，华沙组成波兰政府，10月28日，奥占区的波兰爱国者在克拉科夫成立“波兰清算委员会”（Polska Komisja Likwidacyjna）。11月7日，社会民主党人则在卢布林成立波兰共和国临时人民政府（Tymczasowy Rząd Ludowy Republiki Polskiej）。
11月11日，波兰政府由畢蘇斯基领导。卢布林政府和克拉科夫的清算委员会也宣布接受畢蘇斯基领导。11月18日，畢蘇斯基在华沙组成联合政府，他成为波兰共和国的国家元首。这样，自1795年波兰被瓜分灭亡以来，历经123年，至1918年11月恢复独立，重建国家。

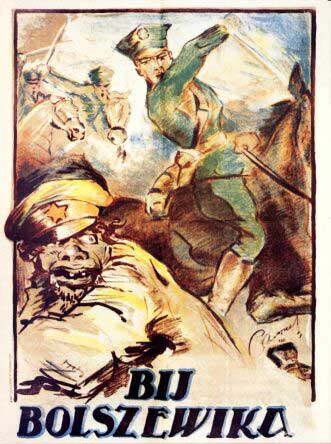
苏波战争时期的波兰宣传画，上面的波兰文写着：打倒布尔什维克！

1919年12月8日，协约国最高委员会在巴黎和会上通过决议，同意重建波兰国家，承认波兰共和国，并建议在俄波之间划一临时分界线，即沿着格罗德诺、布列斯特、赫魯別舒夫、普热梅希尔直到喀尔巴阡山一线。然而，波兰政府力图恢复1772年的俄波边界线，为此，新成立的波兰共和国就对也是新诞生的社会主义国家苏维埃俄国的发动战争，史称苏波战争。1920年4月，波军进占乌克兰和白俄罗斯广大地区，苏俄红军进行反击，将参与干涉的波军赶出国境，并将战火烧到波兰的首都华沙，但最后在华沙战役中苏俄军队被波军击败，波兰军队虽然取得最后军事上的胜利，但是自己也力不胜任的战争弄得民穷财尽，最后双方同意媾和。7月12日，英国外交大臣寇松代表协约国致电苏俄建议停火，停火线大体是巴黎和会决议中规定的分界线，故称“寇松線”。7月22日，波兰要求停战。
1921年3月18日，波兰与苏俄在里加正式签订《波兰与俄罗斯和乌克兰和平条约》，即《里加条约》。其主要内容是：缔约双方承认乌克兰和白俄罗斯的独立（不过在1922年，白俄罗斯和乌克兰作为苏联的加盟共和国和苏俄共同成立苏联），划定波兰东部边界（将乌克兰和白俄罗斯的西部地区划归波兰），这时波俄边界线约在寇松线以东约150英里处。根据该条约，波兰获得西乌克兰和西白俄罗斯以及立陶宛的一部分，苏俄在这场战争中损失大片领土，这也为二战时苏联和德国分割波兰埋下伏笔。
由《里加条约》确定的波俄（苏）边界一直保持到1939年9月17日。另外，根据1919年巴黎和会决议，波兰从德国获得东波莫瑞和波兹南地区，但泽（后波兰改为格但斯克）被辟为在国际联盟监督下的国际但澤自由市，西里西亞的大部分仍归德国，波兰领土面积共38.8万平方公里，成为一个地域辽阔、民族成分复杂的欧洲大国。
1921年3月，议会通过宪法，波兰成为议会制共和国，史称波兰第二共和国。

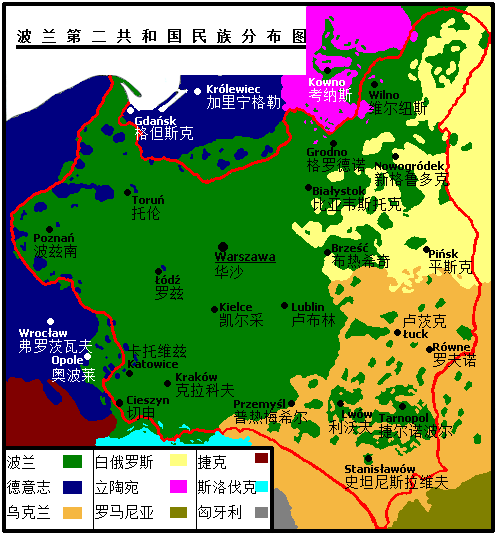
波兰第二共和国的民族组成：绿色为波兰人，黄色为白俄罗斯人，橙色为乌克兰人，深蓝色为德意志人，紫红色为立陶宛人，浅蓝色为斯洛伐克人，红褐色为捷克人，土褐色为罗马尼亚人，灰色为匈牙利人，除此以外，波兰境内还杂居着10%的犹太人。

在获得难得的独立并经过和苏联的战争后，波兰开始国家的建设，尽管波兰在一战和苏波战争中遭受到巨大的破坏，但是波兰依然使自己的经济建设逐步进入正轨，1924年，波兰开始在全境推行自己的货币——兹罗提，并成为当时中欧稳定的货币之一，波兰经济慢慢从战争的创伤中复苏。
波兰在二战爆发之前，成为欧洲一个不论在政治、经济还是文化上都称得上是举足轻重的国家。波兰还在建国后不久就建立一支自己的武装力量，并参加苏波战争，波兰骑兵利用自身优势，在华沙城下战胜强大的苏俄，获得最后胜利。二战前，波兰陆军在欧洲排名第五。
不过，两次世界大战之间的波兰也存在致命的弱点，由于波兰的领土分别由德占区、奥占区和俄占区合并而成，民族问题显得非常突出，东部的乌克兰和白俄罗斯等民族一直存在分離主義倾向，东部的经济水平也明显落后于西部，这就形成东西部的经济落差，使得东部民族对波兰政权更加不满。 另外，从1926年5月毕苏斯基发动军事政变并上台执政开始，波兰境内实行独裁统治，逮捕议会中反对他的人，宣传法西斯主义。 对外，他奉行两面策略，在其两个强大邻居德国和苏联间取得平衡，1932年，签订《波苏互不侵犯条约》，1934年，签定《波德互不侵犯条约》。兩國關係的穩定符合共同利益，波蘭獲得西部邊界的安全。1938年，波兰共产党被解散，党的主要领导人也被害。 
从1933年开始，希特勒當選德國總理。波兰在大敌当前之时，民族主义情绪高涨，拒绝苏联提出的訂立集體安全條約的建議，决心依靠西方国家的帮助来实现国家的独立和安全，波兰领导人还天真地认为，波兰在受到德国攻击的时候，西方国家一定会为自己而不惜和德国发动全面战争。

### 第二次世界大战（1939-1944年）

二战后波兰的领土变更

1938年，波兰在德國吞併捷克斯洛伐克期間保持中立，而從中吞併西里西亞東南部的切申；然而，从1938年10月起，希特勒向波兰提出波兰走廊的问题，并向波兰发出战争威胁。1939年8月23日，苏德签订互不侵犯条约和划分势力范围的秘密议定书（苏联一直否认该秘密议定书的存在）。1939年9月1日，德国以闪电战突袭波兰，发动波兰战役，波兰战役标志着第二次世界大战的全面爆发。德军迅速侵占波兰大部分领土，波兰军民英勇抗战。9月17日，苏联领导人斯大林开始履行苏德互不侵犯条约中的义务，同时也为苏联的利益建立防范德国的缓冲地带“东方战线”，命令60万苏联红军越过苏波边界，进入波兰东部，占领西乌克兰和西白俄罗斯，与此同时，波兰政府逃亡国外，先在巴黎组成以瓦迪斯瓦夫·西科尔斯基将军为首的流亡政府。法国战败后，1940年，流亡政府迁往英国。9月18日，苏军与德军在布列斯特—立托夫斯克会师，德、苏两军以皮薩河—納雷夫河—维斯瓦河—桑河一线为界分割波兰。9月28日，德军攻陷华沙，波兰再次沦亡。波兰人民开始反法西斯民族解放战争。10月初，德占波蘭中的波蘭走廊和但澤被纳粹政府纳入德国版圖，而將波蘭南部成立“波蘭總督府”。
波兰战役中，波军死亡6.63万人，伤13.37万人，被德军俘虏69.4万人，被苏军俘虏或投降苏军的有21.7万人，10万军队逃往邻国，波兰居民遭受巨大伤亡，仅华沙就死亡约25万人，受伤者不计其数，约1万名波兰人被占领后的德军集体枪杀。德军在波军的奋勇抵抗面前也有1.06万人死亡，3.03万人受伤，0.34万人失踪。而在半年过后的1940年春，苏联则将其俘获的2~3万名波兰军民在斯摩棱斯克附近的卡廷森林等地杀害，造成卡廷森林事件。
1941年，纳粹德国开始利用德占波兰领土为攻苏基地。6月22日德軍突然大规模进攻苏联，战争开始阶段，苏联措手不及，节节败退，德军全部占领先前波兰第二共和国所拥有的领土，苏联西部大部分领土也被德军占领，並兵臨莫斯科。而后苏联与波兰流亡政府建立外交关系。1942年，流亡政府在国内建立国民军，同年，苏联支持的波兰共产党人建立波兰工人党和波兰人民军，在地下同纳粹占领军展开斗争。1943年，由于德国发现卡廷森林事件中的死难者遗骸，并将此事大肆宣扬，在大量证据面前，苏联选择否认，在这种情况下，流亡政府和再次和苏联断交。
随着战争形势的发展，德军很快转攻为守，苏军的反攻将战线逐渐推进到波兰境内。1944年元旦，在工人党的倡议下，成立全国人民代表会议，由贝鲁特任主席。1944年7月22日，全国人民代表会议在海乌姆组成波兰民族解放委员会（Polski Komitet Wyzwolenia Narodowego，PKWN），颁布具有历史意义的《波兰民族解放委员会宣言》（也叫《七月宣言》，Manifest PKWN，Manifest Lipcowy），宣告波兰新国家诞生，在亡国5年后，欧洲土地上又诞生一个全新的波兰。

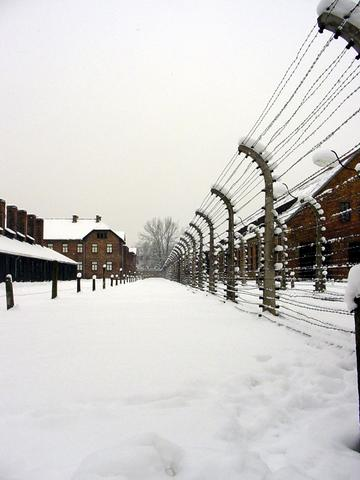
位于波兰的奥斯维辛集中营，在这里，无数名波兰人、犹太人和其他民族的人民死于纳粹德国的屠刀之下。

1944年8月，苏联红军推进到华沙的近郊，波蘭地下軍想在蘇聯紅軍到達華沙前解放德國的佔領，以避免受到蘇聯的控制，这就是著名的华沙起义。不过，苏联出于制衡西方和自身利益等现实方面考虑，斯大林认为，这种不负责任的做法不应得到同情，从而苏军并没有给予华沙城内起义军太多的支持，在纳粹德军的血腥镇压下，起义失败，希特勒下令将华沙夷为平地，许多珍贵的文物古迹遭到毁坏，大部分华沙人也被送入死亡集中营。1945年1月17日，苏波军队解放已成为废墟的华沙。4月，波苏两国签订友好互助与经济合作条约。6月，波兰民族解放委员会改组为民族團結臨時政府。
根据雅尔塔和波茨坦会议的决定，确定波兰东、西部边界，东部以寇松线为波苏边界，西部波德边界则向西推移至奧得－尼斯河，并把什切青和希維諾烏伊希切划入边界的波兰一侧。这样，波兰的版图整体西移200多公里，面积也比战前缩小7.6万平方公里，损失20%的领土。
在二战中，大约有600万波兰军人和平民在这场战争中丧生。在波兰境内发现许多纳粹屠杀犹太人和其他平民的集中营，其中最著名的是奥斯维辛集中营。在所有参战国中，若按人口比例来计算的话，波兰是死伤最惨重的国家。

### 人民共和国（1944-1989年）

《七月宣言》，这个宣言宣告在苏联扶植之下的波兰人民共和国的成立。

1947年，波兰举行议会选举，苏联支持的贝鲁特当选为总统，社会党人西伦凯维兹任政府总理，波兰走上社会主义的发展道路，西方的流亡政府基本被排斥在权利中心之外。1948年12月，波兰工人党和波兰社会党合并，成立波兰统一工人党。贝鲁特任总书记。人民政府把大中工业、交通运输、银行收归国有，实行土地改革，动员人民完成恢复国民经济的三年计划（1947～1949），国家经济状况和人民生活有所改善。 
1949年10月7日，波兰與中华人民共和国建立外交关系。从1950年起，波兰开始执行发展国民经济的六年计划（1950～1955）。 
1952年，波兰改国号为波兰人民共和国，并通过波蘭人民共和國憲法，扎瓦茨基当选国务委员会主席，贝鲁特被任命为部长会议主席。1956年 3月，贝鲁特病逝于莫斯科，奥哈布继任第一书记。
但波兰的社会结构、政治和文化传统、宗教信仰以及资本主义经济的发展，都说明在波兰建立社会主义具有先天不足的缺陷。但以贝鲁特为首的波兰政府的教条主义者还是全盘接受苏联模式的社会主义。依据苏联模式，波兰制定把发展重工业放在首位，按“重—轻—农”的顺序进行工业化的经济发展战略，结果使国民经济比例严重失调，重工业片面发展，农业长期落后，物价飞涨，货币贬值，人民生活水平下降。
苏联模式的严重缺陷加上波兰人内心深处的反俄叛逆心理，宗教、自由主义的传统和共產党一党执政的失误、官僚腐败现象盛行等等综合因素，使得社会主义在波兰的执行显得异常艰难，导致波兰成为二战后东方社会主义阵营中最不安定的国家。

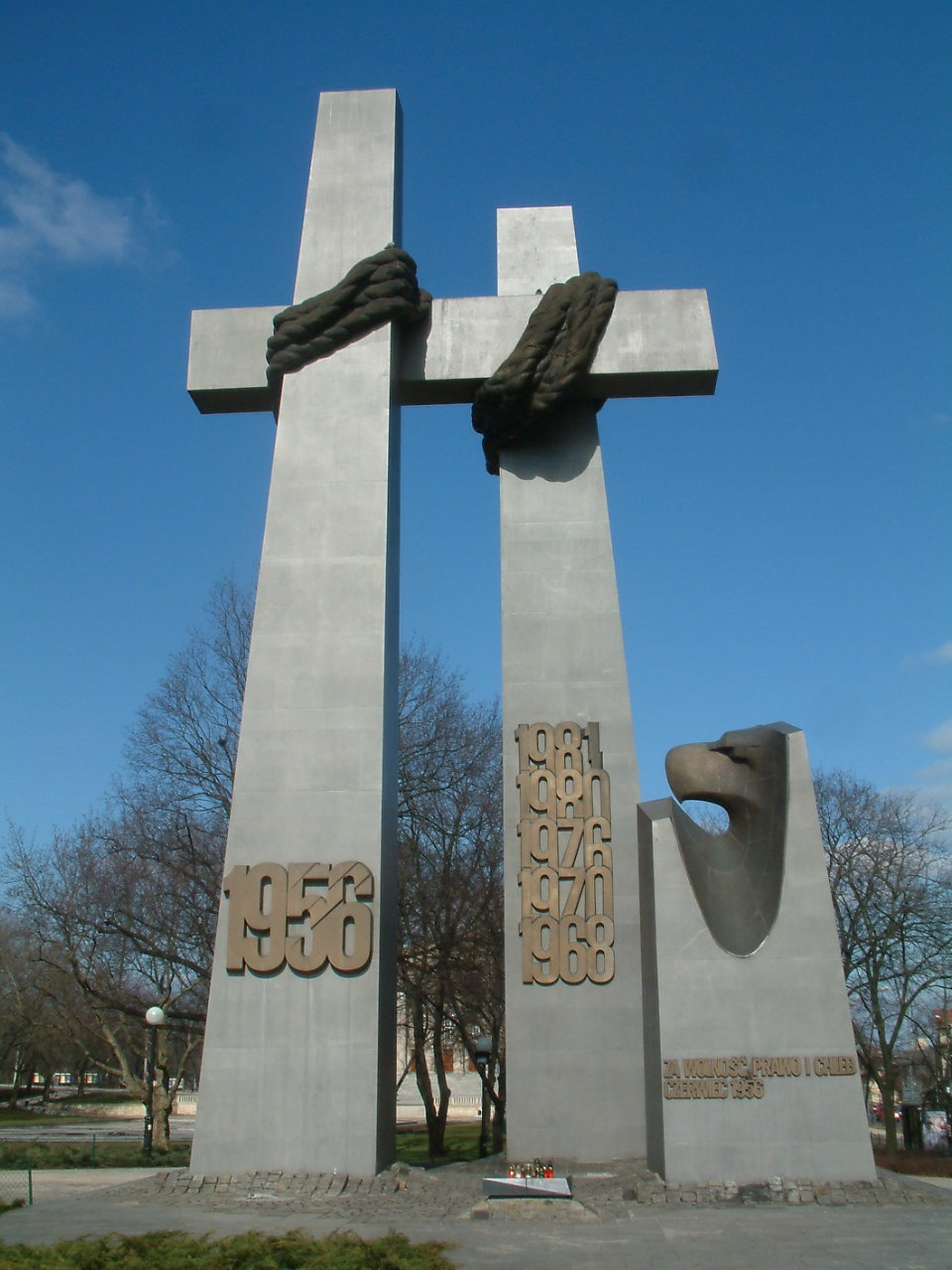
波兹南事件纪念碑

1956年，苏联最高领导人赫鲁晓夫的“非斯大林化”，给整个社会主义东方阵营都带来巨大的冲击，波兰就在当时发生著名的波兹南事件。当年6月，波兰西部工业城市波兹南的斯大林机车厂的工人，在要求增加工资、减少税收的经济要求被当局拒绝后，于是在1956年6月28日，波兹南市爆发十万人的示威活动。后来演变成警察和工人的枪战。坦克和保安部队也参加对工人的镇压。
据统计，仅一天的冲突骚乱，就有54人死亡，2000多人受伤，另有300多人被捕。为平息业已非常严峻的局势，当局采取妥协立场。6月30日，当局采取一些缓和矛盾的措施：原机械工业部部长被降职；向斯大林机车车辆厂征收的税款将分期还给该厂工人；为事件中的受难者举行安葬仪式等，骚动遂平息下去。
1956年8月4日，波兰统一工人党决定撤销1949年11月对原波共领导哥穆尔卡等人的批判和谴责，并将其从监狱里释放出来。同年10月19日，哥穆尔卡当选为中央委员。在苏波两党会谈中，哥穆尔卡反对苏联对波兰内政的干涉和压力，坚持走“波兰自己的道路”。10月21日，当选为党中央第一书记。同年10月举行的党的二届八中全会上哥穆尔卡当选为第一书记。1956～1960年的五年计划，把发展消费品生产和农业，提高人民生活水平作为主要任务。会议对以前的方针政策进行批评，提出克服“官僚主义和教条主义”、“加强法制和政治生活民主化”，发展经济，“更快地改善人民生活”的新方针。但由于苏联模式的严重缺陷无法根本克服，在以后的两个五年计划（1961～1970）期间，国民经济比例依然严重失调。

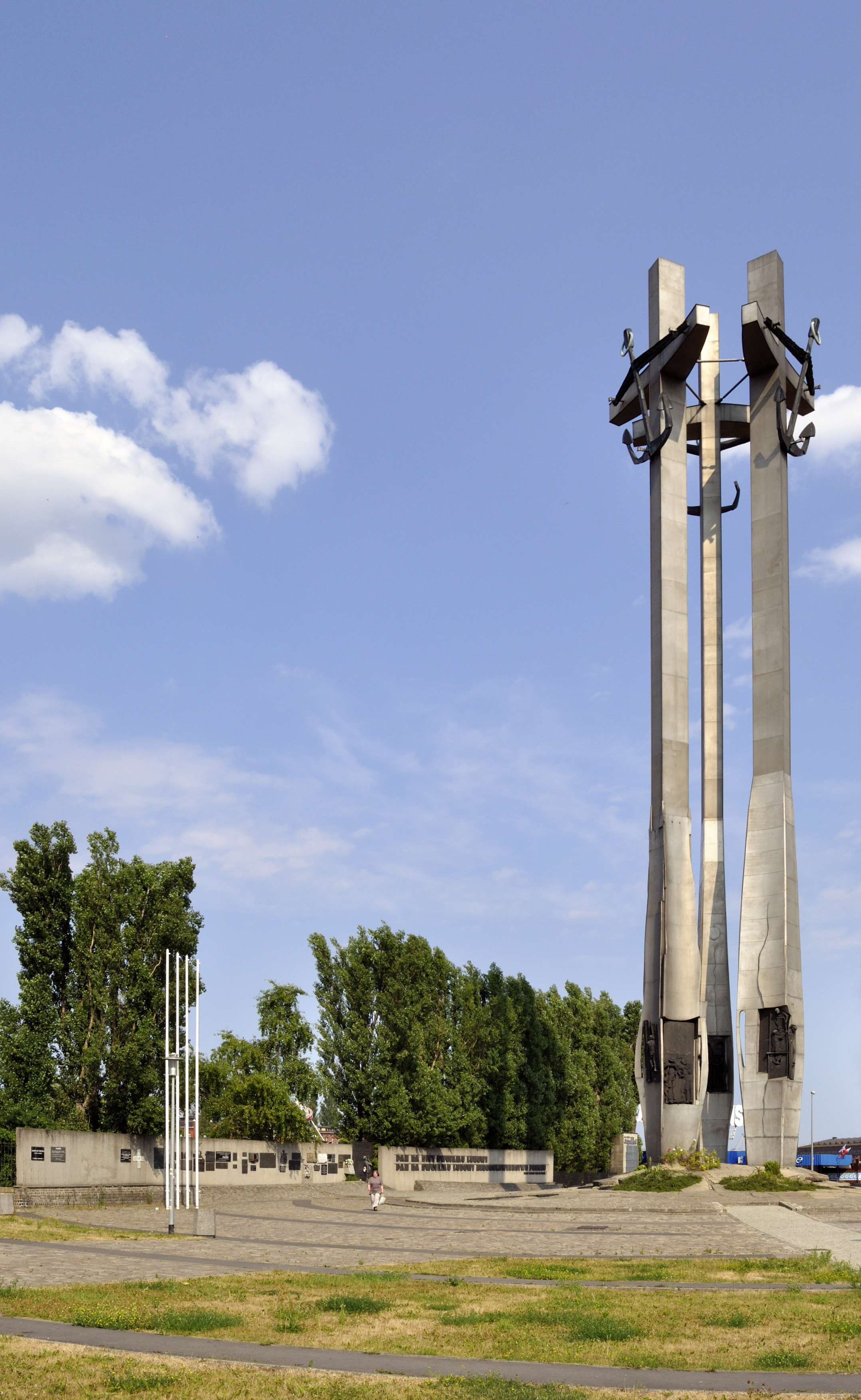
在格但斯克協議後，紀念1970年鎮壓中遇難造船廠勞工的紀念碑完工，在1980年12月16日揭幕。

1970年12月，波兰又一次面临危机。格但斯克（原但泽市）等沿海城市的工人、学生、市民抗议政府提高食品和日用品的价格，举行罢工，并导致一场严重的社会骚动，后来发展成流血冲突。在12月20日举行的五届七中全会上，解除哥穆尔卡第一书记职务，由盖莱克继任党的第一书记。西伦凯维兹改任国务委员会主席，由雅罗谢维奇任部长会议主席。
1970年代，是波兰战后经济发展最快的时期，盖莱克政府踌躇满志地推行闻名于世“高速度、高积累、高消费”的所谓“三高政策”，大量引进外资，大上建设项目，大幅度提高人民生活水平。波兰一派欣欣向荣。然而，欲速不达，在表面繁荣的背后，70年代末，政府各种补贴达到财政预算的40%，外债高达260亿美元。
波兰历史上一直是笃信天主教的国家，不过在二战后，共產黨政府进行政教分離，並實行广泛的无神论宣传和教育，对天主教会进行迫害。1978年10月16日，波蘭出生的大主教沃伊蒂瓦被選為教宗若望·保禄二世，一年後他造訪波蘭，不仅受到波共当局的隆重接待，而且其足迹所到之处，无不争相迎接。成千上万的教徒匍匐在他的脚下，虔诚地听其训示。一时间，空前的宗教狂热弥漫整个波兰。教皇的波兰之行，实际上既是对波兰天主教会力量的检阅，又是对波共当局的一次政治示威。可知宗教傳統在波蘭有極深的根基，也从一个侧面反应波兰无神论的失败。
进入1980年代，政府不得不采取冻结工资和部分商品提价的措施以避免危机，长期习惯于计划价格的波兰人毫无心理准备。当政府在1980年7月宣布“议价商店”肉类价格提高40-60%的时候，群众的不满引发全国性的罢工。同年9月，波兰统一工人党的八届六中全会解除盖莱克第一书记的职务，由卡尼亚继任。10月，一个在当时声名显赫的工会组织，也是东欧第一个独立的工会组织——团结工会出现，瓦文萨当选为当时团结工会的领导人，开始在波兰政坛崭露头角。团结工会领导的罢工运动最初采取和平方式，并承认社会主义是波兰的政治基础，承认统一工人党的领导作用和与苏联结盟。1981年在格但斯克举行第一次全国代表大会，决定成立全国委员会取代全国协商委员会，通过新的政治纲领，要求在波兰实行多元化，建立“自治共和国”。称团结工会是波兰改革的主力，工会纲领中未提到社会主义及统一工人党的领导作用。在罢工运动中，工会提出要有自己的报刊、有自由出版权，要“自下而上夺权”。工会与政府分庭抗礼。

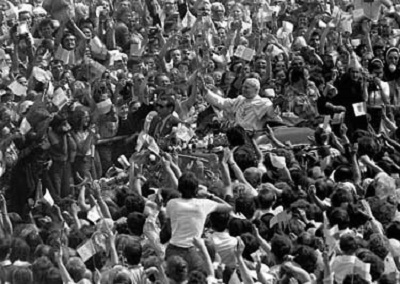
约翰·保罗二世於1979年以教皇身分首次造訪波蘭，獲得上百萬人歡迎。

1981年统一工人党的九届四中全会上，卡尼亚辞职，雅鲁泽尔斯基当选为党中央第一书记。1981年12月13日波兰宣布进入战时状态，团结工会被取缔，瓦文萨等工会领导人被拘禁，部分工会骨干转入地下活动。工会内部分成两派，以瓦文萨为首的缓和派主张避免同政府发生正面冲突，提倡协商对话；激进派则主张通过暴力推翻政府。随之社会上也发生重大分化，原支持团结工会的人转向支持政府。1982年2月议会通过新的工会法，要求重建新的工会，1983年7月战时状态结束。1984年波兰宣布大赦，而瓦文萨等人则努力为使团结工会合法化而斗争。波兰局势进入短暂的稳定期。

## 當代

### 第三共和国（1989至今）
从1986年开始，由于苏联領導人戈尔巴乔夫的内外政策开始采用“新思维”，并给东欧国家松绑，苏联和东欧的局势开始动荡。1988年波兰政府的价格改革引起群众不满。1989年2至4月，波兰统一工人党与团结工会等反对派举行圆桌会议，经讨论，统一工人党同意团结工会合法。
1989年6月4日，波兰举行全国大选，团结工会获99%的参议院席位。9月12日，团结工会的马佐维耶茨基组成以团结工会为主导，包括统一农民党和民主党的联合政府。原统一工人党领导人雅鲁泽尔斯基出任首任总统。同年12月29日，议会通过宪法修正案，更改国名、国徽、国家性质，改国名为波兰共和国，红底戴王冠的白鹰恢复为波兰的国徽，删去统一工人党领导作用的条款，实行军队国家化，禁止政党在军队、企业和国家机关中从事组织活动，新生的共和国史称波兰第三共和国。波兰政治正式走上奉行西方式的议会民主，经济上实行以私有化为基础的市场经济的发展道路。
不久，雅鲁泽尔斯基辞去波兰统一工人党总书记职务，瓦文萨及支持者宣称圆桌会议协议已经过时，要求总统辞职，举行新总统和议会大选。1990年1月27日，波兰统一工人党召开十一大，宣布執政党停止活动，一个执政45年，曾拥有近300万党员的共產党就这样解散，共產黨政權也正式結束。1990年瓦文萨提出竞选总统，遭總理马佐维耶茨基的政府派反对。团结工会内部分裂为支持瓦文萨的中间派协议会和支持马佐维耶茨基的公民运动民主行动会。
1990年11月举行大选，瓦文萨在第二轮投票中当选总统。他提出“建设自由、民主、富裕的新共和国”，经济上发展以私有制为基础的市场经济，取消对土地自由买卖的限制和对外政策强调向整个欧洲和世界开放等。
从此，波兰实现政权的更迭和政治制度的改变，并开始向西方靠拢。1995年，瓦文萨在总统竞选时输给前統一工人黨改組、代表民主左派聯盟的克瓦希涅夫斯基，連任失敗。在经济上，波兰的转轨带来阵痛。但波兰依然成为东欧国家中经济转轨最成功的几个国家之一，实现经济的稳步增长。1997年4月，波兰国会通过新宪法，确立三权分立的政治制度和以社会市场经济为主的经济体制，规定：众议院和参议院拥有立法权，总统和政府拥有执法权，法院和法庭行使司法权；波经济体制的基础为经济自由化、私有制等原则。
1999年，波兰加入北大西洋公约组织，2003年6月波兰举行全民公决，决定加入欧洲联盟，2004年，波兰和其他10个欧洲国家一道正式加入欧盟。
2010年4月10日，一架載有波蘭總統萊赫·卡欽斯基、總統夫人，多位軍政高官的圖-154型專機在俄羅斯斯摩棱斯克墜毀，機上97人全部遇難，事件被認為是波蘭自第二次世界大戰以來最大的國殤，波蘭全國哀悼9日。

## 備註
1. ↑  波兰第一共和国的政治制度为“贵族民主制”。这种制度有两根支柱，一个叫自由选王制，国王由贵族选举，凡不是贵族就没有民主权力；一个叫自由否决权，只要有一个议员反对，这项议案就不能通过。東歐史學者劉祖熙認為因為波蘭民主制該時期實際運作時貴族們往往議而不決，尤其在面對專制帝國的侵略時也無法形成對外的統一意志，所以波蘭管治集體歷史上最終面對了自己的領土被帝國瓜分的後果[13][14]。